# Romaika
La romaika es una danza nacional griega ejecutada especialmente por varones.
Los bailadores forman un ruedo y se mueven dando saltos y golpeando con los pies el suelo a compás de la música, al principio lentamente, después con mayor rapidez, hasta alcanzar un movimiento vertiginoso.